# Perilla de Castro
Perilla de Castro é um município da Espanha na província de Zamora, comunidade autónoma de Castela e Leão, de área 33,11 km² com população de 202 habitantes (2007) e densidade populacional de 6,95 hab/km².

## Demografia
| Variação demográfica do município entre 1991 e 2004 | Variação demográfica do município entre 1991 e 2004 | Variação demográfica do município entre 1991 e 2004 | Variação demográfica do município entre 1991 e 2004 |
| --------------------------------------------------- | --------------------------------------------------- | --------------------------------------------------- | --------------------------------------------------- |
| 1991                                                | 1996                                                | 2001                                                | 2004                                                |
| 286                                                 | 266                                                 | 247                                                 | 230                                                 |